# What Comes After Love
What Comes After Love (en hangul, 사랑 후에 오는 것들; McCune-Reischauer, Sarang hue onŭn kŏttŭl) es una serie de televisión web surcoreana basada en la novela homónima de Gong Ji-yeong y Hitonari Tsuji. Está dirigida por Moon Hyun-sung y protagonizada por Lee Se-young y Kentarō Sakaguchi. Se estrenará el 27 de septiembre de 2024 en la plataforma Coupang Play; está formada por seis episodios que se irán publicando cada viernes a las 20:00 (hora local coreana). También estará disponible en las plataformas Viu y Viki en algunos países del mundo.

## Sinopsis
Hong es una joven coreana que cuando estudiaba en Japón conoció a Jungo; ahora trabaja en la editorial de su padre. Inesperadamente, vuelve a encontrarse con Jungo, quien ahora es un exitoso autor que visita Corea para promocionar su nuevo libro, cuyo contenido se basa precisamente en la relación que tuvieron ambos. Mientras ella se muestra distante porque no quiere que se reavive el recuerdo de un amor y una separación desgarradores, él ve la oportunidad de volver a empezar una relación en la que quiere evitar los errores que acabaron con ella cinco años atrás.

## Reparto
- Lee Se-young como Choi Hong, una mujer que lo ha olvidado todo tras su fatídico amor.[3][4][5]
- Kentarō Sakaguchi como Jungo Aoki, un hombre lleno de arrepentimientos.[4][6][7]
- Hong Jong-hyun como Kim Min-jun, quien tiene un amor inquebrantable solo por Hong pese a que ella no le corresponde.[8][9]
- Anne Nakamura como Kanna Kobayashi, la exnovia de Jungo.[10]
- Lee So-hee como Rok, la hermana menor de Hong.[11]
- Lily Franky como Takuto Aoki (episodios 2 y 3).

## Producción
La serie es una coproducción de Silver Lining Studio y Contents Seven. El guion se basa en la novela homónima escrita en colaboración por el coreano Gong Ji-yeong y el japonés Hitonari Tsuj, y publicada en 2005. Está dirigida Moon Hyun-sung, afirmado director de cine (As One, 2012; The King's Case Note, 2016; Seoul Vibe, 2022) pero en su primera experiencia en televisión. El 5 de diciembre de 2023 Coupang Play confirmó la producción, así como que aparecerían en ella Lee Se-young y Kentarō Sakaguchi, como actores representativos de Corea y Japón. Ya en julio habían aparecido los nombres de ambos vinculados al proyecto.
What Comes After Love se había planteado inicialmente como una película, para la que se había elegido al mismo Kentarō Sakaguchi como protagonista. Sin embargo, el proyecto inicial se transformó en una serie de seis capítulos a lo largo de un proceso de cinco años durante los cuales él mantuvo su disponibilidad para formar parte del mismo.
El rodaje se realizó entre enero y abril de 2024, y se hizo integralmente fuera de un set o plató. Se llegó a rodar incluso en una estación de metro durante su funcionamiento habitual, sin preparación ni avisos previos. Algunas localizaciones referidas a 2019, en el momento de la floración de los cerezos, fueron el parque Inokashira, Kichijoji y Kioto, en Japón, así como para otras circunstancias de la trama el parque Yuldong en Bundang, provincia de Gyeonggi, en Corea. Se rodó primero la parte relativa al presente, en Corea, pero siempre con un equipo de rodaje coreano. Sin embargo, gran parte de los diálogos se rodaron en japonés; Lee Se-young comenzó a estudiar esta lengua en noviembre de 2023, dos meses antes del inicio del rodaje.
El 8 de marzo de 2024 el equipo de producción distribuyó imágenes de la lectura del guion. El primer cartel de la serie se publicó el 18 de julio de 2024. El 29 de agosto se lanzaron cuatro carteles de personajes.
El 12 de septiembre de 2024 se presentó la produccíón en el Westin Chosun Seoul, en Sogong-dong, Jung-gu, Seúl, con la presencia del director Moon Hyun-sung y los actores Lee Se-young, Kentaro Sakaguchi, Hong Jong-hyun, Anne Nakamura. Durante la misma Moon afirmó que siempre había anhelado dirigir un melodrama, y que aunque el reparto presenta actores surcoreanos y japoneses en igual proporción, se trata de una producción exclusivamente surcoreana. El 20 de septiembre Coupang Play lanzó el segundo avance principal y el 23 un nuevo avance y un cartel de la serie.